# Cinéma israélien
Le cinéma israélien (en hébreu : קולנוע ישראלי, Kolnoa Yisraeli) fait référence à l'industrie cinématographique en Israël depuis sa fondation en 1948. La plupart des films produits sont tournés en hébreu. Israël a été nommé pour plus d'Oscar du meilleur film en langue étrangère que tous les autres pays du Moyen-Orient.

## Historique

### Le réalisme sioniste des années 1950
Les premiers films israéliens sont, dans un pays qui ne s'est pas encore doté d'une industrie cinématographique, des films « éducatifs » qui évoquent le travail des institutions sionistes en vue de construire des villes nouvelles dans le désert, de développer l'arsenal militaire, d'intégrer les nouveaux arrivants. Ce genre est nommé Réalisme sioniste par allusion à son aîné, le réalisme soviétique.

### Le mouvement de la «nouvelle sensibilité» des années 1960
Ce mouvement correspond à un cinéma d'auteur, inspiré de la Nouvelle vague. Les films n'ont plus rien de didactique. Ils accordent une place bien plus grande à l'individu, et se caractérisent par un style très improvisé. Ce cinéma très apprécié de la critique n'a pas eu de grand succès commercial. Parmi ces films, en 1965 , Un trou dans la lune d’Uri Zohar, qui va jusqu'à parodier le cinéma sioniste de la décennie précédente.

### Le cinéma de divertissement dans les années 1960-1970
Il s'agit principalement d'un genre populaire et commercial appelé Borekas, mettant en scène des personnages séfarades, de manière assez stéréotypée. « Ce genre de film a été surnommé film borekas, dans la même logique que pour le western spaghetti, le boreka étant une pâtisserie typiquement orientale et huileuse à souhait. » Il est influencé par les films égyptiens, turcs, indiens. Le premier film Bourekas, Sallah Shabati de Efraïm Kishon (1963), a fait date dans l’histoire du cinéma israélien en réalisant plus de 1 200 000 entrées, chiffre énorme équivalant à l’époque à presque la moitié de la population israélienne.
Ce genre de films est jugé sévèrement par la critique : « les  films Bourekas, qui décrivaient les personnages juifs orientaux d’une manière souvent très caricaturale, faisaient office, selon la critique, d’opium du peuple administré à la population orientale d’Israël afin d’apaiser en elle la frustration et l’amertume liées à ses mauvaises conditions de vie. Réalisés surtout par des Ashkénazes, ils divertissaient le public séfarade en lui promettant un avenir meilleur, sous la forme d’une intégration complète dans le pays et d’une réussite socio-économique. » « Les intellectuels sépharades ont, pour leur part, très vite compris la condescendance des réalisateurs ashkénazes et le racisme de leurs critiques et les ont dénoncés, sans être suivis par le public oriental qui a fait à ces films un véritable triomphe. »

### Le cinéma de contestation sociale dès les années 1970
« Une nouvelle orientation du cinéma dans les années 1970 est celle d’une contestation sociale contre la discrimination sociale des communautés orientales d’Israël (communautés originaires d’Afrique du Nord et du Moyen-Orient). » Cette tendance a pu être considérée comme s'inscrivant dans le sillage de la Nouvelle sensibilité des années 1960, avec une inflexion plus politique. L'émergence de réalisateurs séfarades a contribué à renouveler la sensibilité sociale et politique qui s'exprime dans le cinéma israélien.
Parmi les films marquants, Lumière de nulle part (1973) de Nissim Dayan, cinéaste d’origine syrienne, et trois films importants de Moshe Mizrahi, Rosa, je t’aime (1972), La Maison de la rue Shlush (1973) et Père de filles (1974) qui affirment eux aussi l’inspiration « orientale » de la Nouvelle sensibilité dans les années soixante-dix.
"Les réalisateurs Nissim Dayan et Moshé Mizrahi ont réalisé dans les années 1970, des films de qualité représentant des héros orientaux, mais traités de l’intérieur, avec respect et amour"
Dans les années 1980-1990, "un processus de remise en question du système de valeurs israélien est à l’œuvre dans pratiquement tous les champs artistiques. Il consiste souvent en une tentative de problématiser et de déconstruire le récit-maître sioniste. Dans le cinéma national, ce phénomène se traduit d’abord par une inversion des rôles confiés aux Autres de la société israélienne – le Palestinien, l’arabe israélien, le juif séfarade – et leur déplacement de la périphérie du récit vers son centre". Les films d'Amos Gitaï représentent bien ce genre de films politiques et critiques. De même, en 1984, « Derrière les barreaux » de Ouri Barabash qui raconte l’alliance forcée d’un prisonnier sépharade et d’un prisonnier arabe, emprisonnés dans la même prison, contre l’establishment israélien. La critique, à l’époque, a surtout remarqué, dans cette parabole, la bonne volonté du réalisateur à dénoncer un establishment qui réprimait ensemble arabes et orientaux".

## Réalisateurs
- Tawfik Abu Wael (1976-)
- Udi Aloni (1959-)
- Serge Ankri (1949-)
- Uri Barbash (1946-)
- Nir Bergman (1969-)
- Marco Carmel (1965-)
- Joseph Cedar (1968-)
- Uri Dan (1935-2006)
- Assi Dayan (1945-2014)
- Shimon Dotan (1949-)
- Ronit Elkabetz (1964-2016)
- Shlomi Elkabetz (1972-)
- Ari Folman (1962-)
- Eytan Fox (1964-)
- Amos Gitaï (1950-)
- Menahem Golan (1929-2014)
- Haim Gouri (1923-2018)
- Etgar Keret (1967-)
- Ephraim Kishon (1924-2005)
- Eran Kolirin (1973-)
- Amos Kollek (1947-)
- Dover Kossachvili (1966-)
- Nadav Lapid (1975-)
- Shuki Levy (1947-)
- Michael Lucas (1972-)
- Rod Lurie (1962-)
- Samuel Maoz (1962-)
- Juliano Mer-Khamis (1958-2011)
- Moshé Mizrahi (réalisateur) (1931-2018)
- Avi Mograbi (1956-)
- Raphaël Nadjari (1971-)
- Oren Peli (1970-)
- David Perlov (1930-2003)
- Leon Prudovsky (1978-)
- Jonas Quastel (sd)
- Raphaël Rebibo (1942-)
- Eran Riklis (1954-)
- Abraham Ségal (1937-)
- Lior Shamriz (1978-)
- Eyal Sivan (1964-)
- Elia Suleiman (1960-)
- Daniel Syrkin (1971-)
- David Volach (1970-)
- Meni Yaesh (1980-)
- Dror Zahavi (1959-)
- Sameh Zoabi (1975-)
- Uri Zohar (1935-2022)

- Liste de réalisateurs de cinéma juifs (en)

## Institutions
- Académie israélienne de cinéma et de télévision (en)	 (IAFT)
- Ophirs du cinéma
- Salles de cinéma et cinémathèques en Israël (en)

### Récompenses
- Liste des longs métrages israéliens proposés à l'Oscar du meilleur film international
- Liste des films israéliens (nommés et lauréats) aux Oscars du cinéma (en)
- Israeli Film Critics Association Awards
- Wolgin Awards

### Festivals
- Festival international du film de Haïfa depuis 1983
- Festival international du film de Jérusalem depuis 1984
- Tel Aviv International Student Film Festival (en) depuis 1986
- Docaviv (en) depuis 1998
- Eilat International Film Festival (tr) depuis 2003
- TLVFest (en) (LGBT) depuis 2006
- Israel Film Festival (en), depuis 1982, à Los Angeles, Miami et New York
- Festival du film israélien de Los Angeles (festival célébrant le cinéma israélien)
- Festival du cinéma israélien de Carpentras